# Черняховский, Иван Данилович
Ива́н Дани́лович Черняхо́вский (укр. Іван Данилович Черняховський; 16 (29) июня 1907, Оксанино, Уманский уезд, Киевская губерния, Российская империя — 18 февраля 1945, Мельзак, Восточная Пруссия, Германия) — советский военачальник, командующий армией и фронтом во время Великой Отечественной войны, дважды Герой Советского Союза (1943, 1944). Генерал армии (1944).

## Биография
Родился в селе Оксанино Уманского уезда Киевской губернии (ныне село Оксанина (укр. Оксанина) Уманского района Черкасской области Украины) в семье железнодорожника. Украинец, причём имел в своём роду польские и (по мнению историка Джеффри Робертса) еврейские корни. В 1914 году отец был призван в Русскую императорскую армию, в 1915 году на фронте Первой мировой войны был сильно контужен. После демобилизации по ранению в том же году отец поселился в селе Вербово Подольской губернии, теперь Вербовая Томашпольского района, работал кучером и экономом у помещика, привёз туда и семью. Во время Гражданской войны в апреле 1919 года отец, мобилизованный в белую армию, и мать почти одновременно умерли от сыпного тифа. Шестеро детей Черняховских остались сиротами. Ивану Черняховскому пришлось прервать учёбу (в 1919 году он окончил 5 классов начального железнодорожного училища на станции Вапнярка), до осени он пас коров односельчан, а с октября 1919 года беспризорничал. 
«Когда умерли отец и мать Вани Черняховского, он стал пастушком, зарабатывал на хлеб и оплату учителю, у которого мы тогда брали уроки. Нам помогал ещё и отец Вани Костецкого, он был учителем в селе Вербово», — вспоминал впоследствии Антон Степанович Дуб.
С мая 1920 года трудился ремонтным рабочим и подручным слесаря на станции Вапнярка. Иван постоянно занимался самообразованием. В мае 1921 года успешно сдал экстерном все экзамены по курсу неполной средней школы.
В 1920 годах на Украине на селе в ходе восстановления там советской власти начали создавать комитеты бедноты (комбеды) для реализации политики «военного коммунизма» в условиях продовольственного кризиса. В 1921 году 14-летний Ваня Черняховский стал одним из первых в селе Вербово организаторов комсомольской ячейки. Комсомольцы тогда были первыми помощниками в работе комитетов бедноты. В том же 1921 году его комсомольская ячейка была приписана к Тульчинскому батальону частей особого назначения (ЧОН). Тогда ячейка вошла в Вербовский взвод под командованием Черняховского и участвовала в разгроме антисоветских формирований в местных лесах. За проявленную храбрость при проведении боевых операций молодого командира частей особого назначения в мае 1923 года наградили личным оружием — маузером. Член ВЛКСМ с 1921 года.
С 1922 года работал проводником железнодорожных грузов в государственной заготовительной конторе. С апреля 1923 года работал станковым бондарем и шофёром цементного завода «Пролетарий» в Новороссийске.

### Служба в кадрах РККА
В августе 1924 имевший боевой опыт в ЧОН — территориальных частях — вступил добровольцем в ряды Красной Армии. В 1924—1925 годах — курсант Одесской пехотной школы. В 1925 году переведён в Киевскую артиллерийскую школу и окончил её в 1928 году. Член ВКП(б) с 1928 года.
Во времена украинизации Черняховский смог подтянуть литературный украинский язык и писал стихи на украинском. Также в 1930 году без отрыва от службы он окончил вечернюю среднюю школу.
С 1928 года служил в 17-м корпусном артиллерийском полку в Украинском военном округе (полк дислоцировался в Виннице): командир учебного взвода, с 1929 года — помощник командира батареи, затем начальник топографического отряда, с 1930 — командир учебной батареи. В 1931 году поступил в Военно-техническую академию имени Ф. Э. Дзержинского в Ленинграде. В 1932 году вместе с факультетом механизации и моторизации, на котором он учился, был переведён в только что созданную Военную академию механизации и моторизации РККА, став таким образом слушателем её первого набора. Окончил академию с отличием в 1936 году в звании старшего лейтенанта. Во время обучения в академии был получен «сигнал» о том, что И. Д. Черняховский «скрыл социальное происхождение» (его назвали «помещичьим сынком», хотя отец Черняховского был крестьянином, который благодаря полученному образованию стал экономом в имении у помещика и одно время был управляющим имением). Важную роль в судьбе молодого командира сыграло заступничество Марии Ильиничны Ульяновой, которая тогда была заведующей Объединённым бюро жалоб Наркомата РКИ СССР и Наркомата РКИ РСФСР.
С 1936 года — начальник штаба 2-го танкового батальона 8-й механизированной бригады, с июля 1937 года — командир 1-го танкового батальона там же. С мая 1938 года — командир 9-го отдельного лёгкого танкового полка в Белорусском Особом военном округе. С июля 1940 года — заместитель командира 2-й танковой дивизии Прибалтийского особого военного округа. 11 марта 1941 года назначен командиром 28-й танковой дивизии 12-го механизированного корпуса в Прибалтике.

### Великая Отечественная война
В первые месяцы Великой Отечественной войны командовал 28-й танковой дивизией (в декабре 1941 года переформирована в 241-ю стрелковую дивизию) на Северо-Западном фронте. Во главе дивизии участвовал в Прибалтийской оборонительной операции (оборонительные бои юго-западнее Шяуляя и на рубеже Западной Двине). Позднее особо успешно действовал, на несколько недель остановив немецкое продвижение под Сольцами и Новгородом. За отличия в боях в первые месяцы войны ему присвоено воинское звание полковник. В январе-марте 1942 года дивизия под его командованием наступала в ходе первой Демянской операции, непосредственно принял участие в полном окружении Демянской группировки противника.
5 мая 1942 года Черняховскому И. Д. присвоено звание генерал-майора (в 35 лет, что сделало его одним из самых молодых генералов в СССР).
В июне-июле 1942 года командовал 18-м танковым корпусом на Воронежском фронте. Там участвовал в Воронежско-Ворошиловградской оборонительной операции.
С 26 июля 1942 года и до апреля 1944 года — командующий 60-й армией (Воронежский, Центральный и 1-й Украинский фронты), которая приняла участие в Воронежско-Касторненской операции, Курской битве, форсировании рек Десна и Днепр, в Киевской, Житомирско-Бердичевской, Ровно-Луцкой, Проскуровско-Черновицкой операциях.
За операцию по освобождению города Воронежа представлен к ордену Красного Знамени. При этом все остальные командармы Воронежского фронта были награждены орденами Кутузова I степени. Это связано с тем, что командующему 2-й немецкой армией генералу Г. фон Зальмуту удалось вывести большинство своих частей из окружения, в которое они попали в районе Касторного.
Однако в ходе зимнего наступления 1942/1943 годов армия генерала Черняховского в зимних условиях и без численного превосходства над противником прошла с боями на запад свыше 300 километров, уничтожив около 37 000 немецких и венгерских солдат и офицеров, ещё 16 800 солдат противника захватив в плен. Именно армия Черняховского сыграла решающую роль в стремительном освобождении Курска, нанеся неожиданный для противника глубокий фланговый удар.
Выдающихся успехов 60-я армия генерал-лейтенанта И. Д. Черняховского добилась во время Черниговско-Припятской фронтовой операции на первом этапе битвы за Днепр. Имея задачу нанести отвлекающий удар на вспомогательном направлении, он в полной мере воспользовался ошибкой немецкого командования, не подготовившего там надёжной обороны и не располагавшего резервами. В первые же сутки наступления соединения 60-й армии прорвали вражескую оборону, вырвались на оперативный простор и устремились к Днепру. 30 августа 1943 года армия с ходу освободила город Глухов, 31 августа вступила на территорию Украинской ССР. Командующий Центральным фронтом К. К. Рокоссовский немедленно вылетел в штаб Черняховского и, оценив обстановку на месте, принял решение о переносе направления главного удара всего фронта в полосу 60-й армии. Продолжая наступление, 3 сентября армия вышла южнее Новгород-Северского к Десне, затем с ходу форсировала реку Сейм, 6 сентября освободила Конотоп, 9 сентября — Бахмач, 15 сентября — Нежин. Её продвижение за 20 суток превысило 230 километров. Пытаясь остановить наступление, немецкое командование на этом участке спешно ввело в сражение две танковые, три пехотные дивизии и крупные силы авиации, однако и они не оказали влияния на ход сражения: они были разбиты советскими войсками поодиночке. 22 сентября соединения 60-й армии форсировали Днепр, захватили плацдарм в районе устья реки Тетерев, который уже через сутки расширили в глубину до 15 и ширину на 20 километров.
Указом Президиума Верховного Совета СССР от 17 октября 1943 года за высокие организаторские способности при форсировании Днепра и проявленный личный героизм генерал-лейтенанту Черняховскому Ивану Даниловичу присвоено звание Героя Советского Союза.
С 12 апреля 1944 года Черняховский командовал войсками 3-го Белорусского фронта. Из всех командующих советскими фронтами он был самым молодым по возрасту (в 37 лет). Фронт под его командованием успешно участвовал в Белорусской, Вильнюсской, Каунасской, Мемельской, Гумбиннен-Гольдапской и Восточно-Прусской операциях.
Второй медали «Золотая Звезда» генерал армии Черняховский Иван Данилович удостоен указом Президиума Верховного Совета СССР от 29 июля 1944 года за успешные действия его войск при освобождении Витебска, Минска, Вильнюса.
Гибель
18 февраля 1945 года генерал армии Черняховский был тяжело ранен прилетевшим со стороны тыла осколком артиллерийского снаряда на окраине города Мельзак в Восточной Пруссии и в тот же день скончался. Был ли этот снаряд шальным немецким из дальнобойного орудия, осколки которого разлетаются во все стороны, в том числе, противоположную направлению полёта снаряда, неизвестно. В 2015 году стало известно о заговоре Армии Крайовой с целью убить Черняховского.
На замену погибшему генералу командующим 3-м Белорусским фронтом Сталин срочно назначил маршала А. М. Василевского.
Генерал А. В. Горбатов, будучи на тот момент командующим 3-й армией, переведённой в состав 3-го Белорусского фронта, так описывает момент гибели И. Д. Черняховского:

… Проехав город, я, чтобы не опоздать, поспешил к развилке шоссе в семистах метрах восточное городской окраины. Не доехав туда метров полтораста, я увидел подъезжавший «виллис» и услыхал один выстрел со стороны противника. Как только «виллис» командующего очутился на развилке, раздался единственный разрыв снаряда. Но он был роковым.
Ещё не рассеялись дым и пыль после разрыва, как я уже был около остановившейся машины. В ней сидело пять человек: командующий фронтом, его адъютант, шофёр и два солдата. Генерал сидел рядом с шофёром, он склонился к стеклу и несколько раз повторил: «Ранен смертельно, умираю».
Я знал, что в трёх километрах находится медсанбат. Через пять минут генерала смотрели врачи. Он был ещё жив и, когда приходил в себя, повторял: «Умираю, умираю». Рана от осколка в груди была действительно смертельной. Вскоре он скончался. Его тело увезли в деревню Хаинрикау. Никто из четверых не был ранен, не была повреждена и машина.
Из штаба 41-го корпуса я донёс о случившейся беде в штаб фронта и в Москву. В тот же день к нам прибыл член Военного совета фронта, а на другой день приехали представители следственных властей. Потом тело генерала Черняховского увезли.
— Горбатов А. В. Годы и войны. — М.: Воениздат, 1989. — ISBN 5-203-00799-3.
Был похоронен с воинскими почестями в освобождённом им Вильнюсе на одной из центральных площадей.
В начале 1990-х годов, после распада СССР, прах И. Д. Черняховского был перезахоронен в Москве на Новодевичьем кладбище (11 уч. 4 ряд).

## Характеристика
- «В лице тов. Черняховского, — говорилось в сообщении ЦК ВКП(б), СНК СССР и Наркомата обороны, — государство потеряло одного из талантливейших молодых полководцев, выдвинувшихся в ходе Отечественной войны». (Эта формулировка использовалась только дважды. Первый раз на похоронах Н. Ф. Ватутина).

## Отзывы сослуживцев и солдат
Маршал А. М. Василевский, назначенный после гибели И. Д. Черняховского на должность командующего 3-м Белорусским фронтом в своих мемуарах так писал о нём:

Хорошее знание войск, многообразной и сложной боевой техники, умелое использование опыта других, глубокие теоретические знания позволяли Черняховскому отлично управлять войсками, входившими в состав его фронта, решать сложнейшие задачи, которые ставило перед ним Верховное Главнокомандование. В бою Черняховский находился на наиболее ответственных участках, внимательно следя за действиями своих войск и противником. Он чутко прислушивался к мнению подчинённых. Смело использовал всё новое и полезное в обучении войск и организации боя. Солдаты, офицеры и генералы любили своего командующего прежде всего за человечность и заботу о них, за отвагу и бесстрашие, за твёрдость и настойчивость при проведении в жизнь решений, за прямоту и простоту в обращении, за гуманность и выдержку, за требовательность к себе и к подчинённым. Да, он был строг и требователен. Но никогда не позволял себе унижать достоинство человека…

К. К. Рокоссовский вспоминал:

Знакомясь с войсками 60-й армии, переданной нам из Воронежского фронта, я внимательно приглядывался к генералу И. Д. Черняховскому. Это был замечательный командующий. Молодой, культурный, жизнерадостный. Изумительный человек! Было видно, что в армии его очень любят. Это сразу бросается в глаза. Если к командарму подходят докладывать не с дрожью в голосе, а с улыбкой, то понимаешь, что он достиг многого. Командиры всех рангов остро чувствуют отношение старшего начальника, и, наверное, мечта каждого из нас — поставить себя так, чтобы люди с радостью выполняли все твои распоряжения. Вот этого Черняховский достиг (пожалуй, так же, как и командарм 65 П. И. Батов).

В смысле стиля работы Черняховский во многом напоминал Конева. Он так же, как Конев, много ездил на фронт, в войска, постоянно бывал там. Он был человеком выдержанным и при волевом характере не проявлял этот характер в грубости и в резкости. Умел потребовать, умел быть твёрдым, но не ругался, не разносил людей, не унижал их.— Беседа с бывшим начальником штаба Западного и Третьего Белорусского фронтов генерал-полковником Покровским Александром Петровичем. Записал Константин Симонов. Предисловие и публикация Л. Лазарева // Октябрь. 1990. № 5.

## В литературе
- Литовский детский писатель Костас Кубилинскас написал стихотворение «У памятника Черняховскому» (лит. Prie Černiachovskio paminklo)[19].
- Поэт Евгений Новичихин написал стихотворение «Памятник генералу Черняховскому» (рус. Памятник генералу Черняховскому)[20].
- В романе Г. Н. Владимова «Генерал и его армия» И. Д. Черняховский аллегорически изображён под именем «генерала Чарновского»[21].

## Награды
- Дважды Герой Советского Союза (17.10.1943[22], медаль «Золотая Звезда» № 1922; 29.07.1944[23][24], медаль «Золотая Звезда» № 30);
- Орден Ленина (17.10.1943)[22];
- Четыре ордена Красного Знамени (16.01.1942[25], 3.05.1942[26], 4.02.1943[27], 3.11.1944[28]);
- Два ордена Суворова I степени (8.02.1943[29], 21.09.1943[30]);
- Орден Кутузова I степени (29.05.1944)[31];
- Орден Богдана Хмельницкого I степени (10.01.1944)[32]

Иностранные награды
- Орден «Легион почёта» (США)[33]

## Воинские звания
- Старший лейтенант (1936)
- Капитан (1937)
- Майор (1938)
- Полковник (1939)
- Генерал-майор (5.05.1942)
- Генерал-лейтенант (14.02.1943)
- Генерал-полковник (5.03.1944)
- Генерал армии (26.06.1944). Черняховский стал самым молодым генералом армии в РККА (в 37 лет).

## Семья
Отец — Даниил Николаевич Черняховский (? — 1919), работал кучером (по другим сведениям — на железной дороге), служил в армии Брусилова. Умер от тифа.
Мать — Марья Людовиговна Черняховская (? — 1919), умерла от тифа.
Имел пятерых братьев.
Жена (с 1928 по 1945) — Анастасия Григорьевна Черняховская (Добрянская) (1908—1992), работала бухгалтером. Похоронена рядом с мужем в Москве на Новодевичьем кладбище (11 уч., 4 ряд).
- Дочь — Неонила Ивановна Черняховская (род. 22.05.1929). Окончила исторический факультет МГУ, кандидат экономических наук, всю жизнь работала в системе АН СССР.
  - Внучка — Анастасия, архитектор.
    - Правнучка — Неонила, архитектор.
    - Правнук — Вадим
- Сын — Олег Иванович Черняховский (род. 1937). Генерал-майор, окончил с отличием Военно-воздушную академию им. Жуковского, работал в НИИ, потом с отличием окончил Военную академию Генерального штаба. Работал в Генеральном штабе. После выхода в отставку работал в Администрации президента.
  - Внук — Иван Олегович Черняховский, окончил МГИМО.
    - Правнук — Олег Иванович Черняховский

## Память
Именем генерала И. Д. Черняховского названы улицы и проспекты во многих городах:
- России: улица Черняховского в Москве, улица Черняховского в Санкт-Петербурге, площадь и улица в Воронеже, улицы в Калининграде, Владикавказе, Данкове, Екатеринбурге, Казани, Керчи, Кисловодске, Красноярске, Кургане, Курске, Липецке, Нижнем Новгороде, Новороссийске, Новосибирске, Петрозаводске, Смоленске, Туле, Уфе, Арсеньеве, Балашихе, Батайске, Белгороде, Белово, Бердске, Березниках, Берёзовске, Великом Новгороде, Весьегонске, Видном, Владивостоке, Владимире, Волгограде, Воткинске, Горячем Ключе, Грязях, Дальнегорске, Дзержинске, Знаменске, Иркутске, Йошкар-Оле, Каменске-Уральском, Каменске-Шахтинском, Кемерово, Кисловодске, Коврове, Коломне, Копейске, Коркино, Котласе, Краснодаре, Кузнецке, Куйбышеве, Кулебаках, Лабинске, Ленинске-Кузнецком, Лисках, Льгове, Людиново, Магнитогорске, Мариинском Посаде, Миллерово, Нальчике, Находке, Невинномысске, Немане, Нестерове, Нижнем Тагиле, Никольске, Новокузнецке, Новомосковске, Новошахтинске, Орске, Пензе, Первоуральске, Перми, Правдинске, Прокопьевске, Пскове, Ростове-на-Дону, Рыбинске, Салаире, Сальске, Серове, Советске, Соликамске, Ставрополе, Старом Осколе, Стерлитамаке, Таганроге, Троицке, Тюмени, Улан-Удэ, Ульяновске, Хабаровске, Химках, Хотьково, Цимлянске, Чапаевске, Челябинске, Черемхово, Черняховске, Шадринске, Шарье, Шахтах, Шумерле, Щиграх, Ясногорске.
- Украины: в Бахмуте, Броварах, Виннице, Горловке, Днепре, Донецке, Житомире, Запорожье, Киеве, Константиновке, Кривом Роге, Луганске, Мариуполе, Новогродовке, Одессе, Первомайске, Харькове, Хмельницком, Чернигове.
- Белоруссии: Проспект Черняховского в Витебске, улицы в Бобруйске, Гомеле[34], Минске[35], Гродно, Осиповичах, Орше, посёлке Черняховский (Логойский район) и др.
- Азербайджане: улица в Баку.
- Казахстане: улицы в Таразе, Усть-Каменогорске.

### Населённые пункты
- Именем И. Д. Черняховского назван посёлок в Логойском районе Минской области Республики Беларусь, там, где в 1944 году находился штаб командующего (посёлок Черняховский)[36].
- В 1946 году город Инстербург Калининградской области был переименован в Черняховск, в городе установлен памятник Черняховскому.

### Организации, учреждения
- В городе Умань именем И. Д. Черняховского названы кинотеатр и парк отдыха, в парке установлен бюст генерала.
- 22 февраля 2013 года Указом Президента Украины Виктора Януковича № 85/2013 имя Ивана Черняховского присвоено Национальному университету обороны Украины в Киеве[37][38] (решение было отменено властями Украины в 2023 году[39]).
- Имя И. Д. Черняховского присвоено гимназии № 11 в г. Минске[40]. Одна из экспозиций в музее гимназии посвящена И. Д. Черняховскому. На здании гимназии в честь Героя установлена мемориальная доска.
- Имя Героя присвоено средней школе № 33 г. Витебска[41]. Одна из школьных экспозиций посвящена И. Д. Черняховскому. На здании школы в честь Героя установлена мемориальная доска.
- Имя И. Д. Черняховского присвоено средней школе в агрогородке Калиновка Дубровенского района Витебской области Республики Беларусь[42]. Одна из экспозиций в школьном музее посвящена И. Д. Черняховскому. В честь Героя на здании школы установлена мемориальная доска.

### Памятник, скульптура
- В Москве 18 февраля 2016 года на улице Черняховского был торжественно открыт памятник генералу[43].
- В Воронеже памятник работы скульптора Н. В. Томского открыт 9 мая 1993 года на площади Генерала Черняховского (ранее спасённый от уничтожения памятник вывезен из Литвы, где был демонтирован властями Вильнюса). Также И. Д. Черняховскому посвящены барельефы на стеле «Город воинской славы» в Воронеже.
- Памятник в Киеве в Парке Славы[44], демонтирован в декабре 2024 года[45], решение о сносе принял городской совет Киева в июне 2024 года[46].
- В Черкассах установлен бюст И. Д. Черняховского.
- В Одессе на улице И. Д. Черняховского, возле 56 школы, расположен памятник полководцу.
- В Гомеле на стене здания по адресу улица Пушкина, 26 установлена памятная доска в честь И. Д. Черняховского с текстом:  "В этом доме с 1938 по 1940 гг. жил выдающийся военачальник, полководец, участник освобождения Белоруссии от немецко-фашистских захватчиков в годы Великой Отечественной войны 1941-1945 гг., генерал армии, дважды Герой Советского Союза Черняховский Иван Данилович"[47].
- Памятный знак И. Д. Черняховскому в агрогородке Косино Логойского района Минской области Республики Беларусь[36].
- Памятник И. Д. Черняховскому в агрогородке Калиновка Дубровенского района Витебской области Республики Беларусь.

### Иное
- Приказом Министра обороны СССР № 57 от 4 мая 1954 года дважды Герой Советского Союза И. Д. Черняховский за боевые заслуги перед Родиной зачислен навечно в списки 1-й батареи Киевского артиллерийского училища[48]. На фасаде здания установлена мемориальная доска в память о пребывании И. Д. Черняховского в училище. Ныне это здание — главный корпус Национального университета обороны Украины, ранее носившего имя Ивана Черняховского[39].

- Именем Черняховского назван первый в России беспилотный паром. Судно размером 200 на 27 метров с дедвейтом 12 тысяч тонн совершило первый рейс в декабре 2023 года. Паром работает на маршруте Усть-Луга – Калининград протяженностью около 500 морских миль[49].

### Место захоронения
Был похоронен в 1945 году с воинскими почестями в освобождённом им Вильнюсе на одной из центральных площадей. В 1991 году литовские власти сочли его захоронение объектом коммунистической пропаганды. 19 ноября 1991 года прах дважды Героя Советского Союза Черняховского был торжественно перезахоронен в Москве на Новодевичьем кладбище (11 уч. 4 ряд).

### Галерея
- Памятник в Вильнюсе (1964), перенесён в Воронеж
- Памятная доска в Великом Новгороде
- Памятная доска в Смоленске
- Памятник в Одессе
- Памятник на площади Воронежа
- Могила на Новодевичьем кладбище Москвы
- Памятник в Вапнярке
- Памятная доска в Нижнем Новгороде
- Памятная доска в Гомеле
- Кинотеатр имени Черняховского в Умани
- Бекеша Черняховского в музее Вооружённых сил в Москве

### Отношение современных польских властей
По мнению некоторых польских СМИ, по окончании Вильнюсской операции советские войска под командованием Черняховского вместе с литовскими и белорусскими партизанами проводили массовые аресты и якобы даже расстрелы бойцов Армии Крайовой; тысячи действительно были отправлены в исправительно-трудовые лагеря. Однако архивных подтверждений расстрелов до сих пор не предъявлено.
17 сентября 2015 года польские власти демонтировали памятник Черняховскому, установленный на месте гибели генерала близ г. Пененжно.  
Российский МИД выразил протест . В ответ польская сторона указала на тот факт, что с момента развала Восточного блока в Польше не было разрушено ни одного кладбища с останками советских воинов времён Второй мировой войны. Что касается Черняховского, то снос памятника объясняется неоднозначной оценкой в Польше роли последнего в части отношений с Армией Крайовой. Представители Польши предложили вместо памятника Черняховскому установить памятник советским военнопленным, погибшим в Польше, которых по некоторым оценкам насчитывается до 800 тысяч. 

## Филателия и нумизматика
- В 1960 году выпущена марка СССР с изображением И. Д. Черняховского
- 29 июня 1986 года выпущен художественный маркированный конверт Министерства связи СССР с оригинальной маркой в честь 80-летия со дня рождения И. Д. Черняховского[53], в тот же день проводилось гашение специальным почтовым штемпелем на московском почтамте и другое спецгашение — на узле связи города Умань Черкасской области[54].
- 14 апреля 2010 года Национальным банком Республики Беларусь выпущена памятная монета "3-i Беларускi фронт. Чарняхоўскi I.Д." ("3-й Белорусский фронт. Черняховский И.Д.")[55].

- Почтовая марка СССР, 1960 год
- Памятная монета Республики Беларусь[55], 2010 год
- Художественный маркированный конверт, 1974 год
- Художественный маркированный конверт, 1986 год